# The Wind (album)
The Wind è un album di Warren Zevon, pubblicato dall'etichetta discografica Artemis Records il 26 agosto 2003.

## Tracce
1. Dirty Life and Times – 3:10 (Warren Zevon)
2. Disorder in the House – 4:35 (Warren Zevon, Jorge Calderón)
3. Knockin' on Heaven's Door – 4:15 (Bob Dylan)
4. Numb as a Statue – 4:10 (Warren Zevon, Jorge Calderón)
5. She's Too Good for Me – 3:10 (Warren Zevon)
6. Prison Grove – 4:45 (Warren Zevon, Jorge Calderón)
7. El amor de mi vida – 3:50 (Warren Zevon, Jorge Calderón)
8. The Rest of the Night – 5:00 (Warren Zevon, Jorge Calderón)
9. Please Stay – 3:30 (Warren Zevon)
10. Rub Me Raw – 5:43 (Warren Zevon, Jorge Calderón)
11. Keep Me in Your Heart – 3:28 (Warren Zevon, Jorge Calderón)

## Musicisti
Dirty Life and Times
- Warren Zevon - voce, chitarra acustica
- Ry Cooder - chitarra
- Jorge Calderón - basso
- Don Henley - batteria
- Billy Bob Thornton - accompagnamento vocale, coro
- Dwight Yoakam - accompagnamento vocale, coro

Disorder in the House
- Warren Zevon - voce
- Bruce Springsteen - chitarra, accompagnamento vocale
- Jorge Calderón - chitarra acustica, basso
- Jim Keltner - batteria

Knockin' on Heaven's Door
- Warren Zevon - voce
- Brad Davis - chitarra elettrica, accompagnamento vocale, coro
- Randy Mitchell - chitarra slide, accompagnamento vocale, coro
- Tommy Shaw - chitarra acustica a dodici corde, accompagnamento vocale, coro
- Jorge Calderón - basso, accompagnamento vocale, coro
- Steve Gorman - batteria
- Billy Bob Thornton - accompagnamento vocale, coro
- John Waite - accompagnamento vocale, coro

Numb a Statue
- Warren Zevon - voce, pianoforte
- David Lindley - chitarra lap steel
- Jorge Calderón - basso, maracas, accompagnamento vocale
- Jim Keltner - batteria

She's Too Good for Me
- Warren Zevon - voce, chitarra acustica
- Jorge Calderón - basso
- Luis Conte - congas, maracas
- Don Henley - accompagnamento vocale, coro
- Timothy B. Schmit - accompagnamento vocale, coro

Prison Grove
- Warren Zevon - voce, accompagnamento vocale, coro
- Jorge Calderón - chitarra elettrica, accompagnamento vocale, coro
- Ry Cooder - chitarra slide
- David Lindley - electric saz (baglama)
- Reggie Hamilton - contrabbasso
- Jim Keltner - batteria
- Billy Bob Thornton - accompagnamento vocale, coro
- Bruce Springsteen - accompagnamento vocale, coro
- Jackson Browne - accompagnamento vocale, coro
- Jordan Zevon - accompagnamento vocale, coro
- T-Bone Burnett - accompagnamento vocale, coro

El amor de mi vida
- Warren Zevon - voce
- Jorge Calderón - voce (spagnolo)
- James Raymond - pianoforte
- Reggie Hamilton - contrabbasso
- Jim Keltner - batteria
- Luis Conte - bongos

The Rest of the Night
- Warren Zevon - voce, chitarra elettrica
- Mike Campbell - chitarra elettrica
- Jorge Calderón - basso, chitarra acustica
- Luis Conte - batteria, percussioni
- Tom Petty - accompagnamento vocale, coro

Please Stay
- Warren Zevon - voce, tastiere
- Gil Bernal - sassofono
- Jorge Calderón - basso
- Luis Conte - batteria, percussioni
- Emmylou Harris - accompagnamento vocale, coro

Rub Me Raw
- Warren Zevon - voce
- Jorge Calderón - chitarra elettrica, basso
- Joe Walsh - chitarra slide
- Jim Keltner - batteria

Keep Me in Your Heart
- Warren Zevon - voce
- Jorge Calderón - chitarra acustica, basso, tres
- Jim Keltner - batteria[2]